# Association santé environnement France
Pour les articles homonymes, voir ASEF.
L’Association santé environnement France (ASEF) a été fondée en 2008 par les Drs Pierre Souvet et Patrice Halimi. Elle réunit des médecins désirant répondre aux problématiques de santé-environnement. L'association rassemble aujourd'hui uniquement des professionnels de santé français. Depuis mars 2010, l'ASEF est reconnue d'intérêt général par l'État. 
L'ASEF travaille sur des thématiques en lien avec la santé et l’environnement : qualité de l’air, ménage, alimentation, jardinage, changement climatique, ondes électromagnétiques, biodiversité, sport, etc. Dans ce but, elle mène « des études, des enquêtes, organiser des conférences, des expositions, publier des petits guides thématiques et répertorier l’actualité santé-environnement sur son site Internet. »

## Histoire
L'association a été créée par les Drs Patrice Halimi et Pierre Souvet afin de répondre aux questions des parents sur l'influence des pollutions et de l’environnement sur la santé humaine. Ils jugent que « C’était le moment de faire. C’était le moment d’agir devant cette inertie, à la fois des médecins et des autorités qui niaient de façon systématique l’influence des pollutions en général et de l’environnement sur la santé  humaine. ».

## Structure et Organisation
L'ASEF réunit exclusivement des professionnels de santé, tous bénévoles. Elle emploie actuellement une salariée. Elle est présidée par le Dr Pierre Souvet, cardiologue dans les Bouches-du-Rhône. En 2008, il a été élu « Médecin de l’année ».Le Dr Patrice Halimi, en a été le secrétaire général jusqu'en 2018.

## Domaines d'action

### Enfant
L'ASEF étudie l'impact des polluants sur les enfants. En 2009, une étude sur la qualité de l'air intérieur dans 10 crèches françaises est publiée sur le site Actualité News Environnement. Les conclusions de l’enquête rapportent des « taux préoccupants de benzène et de formaldéhyde. ». La même année, les résultats d'une étude sur les lits bébé publiés dans la presse révèlent que « tous les lits, quel que soit leur prix, émettent du formaldéhyde dans l'air que respire bébé ». À la suite de ces conclusions, Patrice Halimi, alors secrétaire général de l’ASEF, affirme au journal Huffington Post : « Aujourd'hui, il faut alerter les gens. Ils n'ont aucune information là-dessus. »

### Maison
L’association soutient des projets pour limiter l’exposition à la pollution intérieure en participant à des études sur la qualité de l'air. « On compte en effet pas moins de 900 substances chimiques au sein de notre logement alors que nous y passons plus de la moitié de notre temps ! » explique Pierre Souvet dans une interview.

### Alimentation
Depuis sa création, l'ASEF travaille sur les problématiques liées à la santé et l'alimentation. En 2013, une étude sur les pratiques alimentaires des enfants est publiée dans Le Parisien. Les résultats indiquent que « 87 % des enfants sèchent lorsqu’on leur montre une betterave. Et un tiers ne sait pas identifier des poireaux, une courgette, une figue ou un artichaut ». 

### Beauté
En s’appuyant sur des synthèses scientifiques, l’ASEF explique souhaiter alerter sur les produits nocifs contenus dans les cosmétiques, par la diffusion d’articles et de petits guides santé. « Si le plus souvent, ces substances n’ont pas d’effets immédiats, elles peuvent sur le long terme contribuer au développement d’autres pathologies plus graves » souligne Ludivine Ferrer, Directrice de l’ASEF au cours d'une interview. 

### Jardin
L'association soutient des actions liées à la biodiversité, notamment en enquêtant sur l'impact des pesticides. Patrice Halimi déclare dans une interview « Des études prouvent notamment que les mères enceintes qui utilisent des pesticides quand elles jardinent multiplient les risques de pathologies graves chez l’enfant ». Il ajoute « Il est essentiel d'informer, car les consommateurs n'ont pas forcément conscience qu'ils ont acheté des produits dangereux. ».

### Air extérieur
Les interventions de l'association incluent la sensibilisation sur l'impact de la pollution atmosphérique. Interviewé sur le site web Atlantico, le Dr Souvet, Président de l’ASEF, confie : « Il n’y a pas de « petite exposition » à la pollution atmosphérique. Tout le monde est affecté même si les populations urbaines sont les principales victimes de la pollution atmosphérique. ». Une étude portant sur la qualité de l'air à l'intérieur des voitures a notamment été publié au journal Le Parisien en 2015 . 

### Téléphone
En lien avec ses projets de sensibilisation, L'ASEF déclare proposer des conseils pour téléphoner tout en préservant sa santé. Dans une démarche de sensibilisation et selon un article publié au journal de Francetv info, « L'association Santé Environnement France effectue par exemple des campagnes de sensibilisation auprès des jeunes ». 

### Forme
L’association s'intéresse aux questions relatives au bien-être et à la forme. En 2013, elle a annoncé la mise en place d’une charte « Sport Santé », signée par le ministre des Sports, Valérie Fourneyron. Elle a déclaré lors d'une interview au journal 20 minutes, la volonté de promouvoir la pratique sportive comme « un outil de santé publique ».

### Planète
À l’occasion de la COP 21, l’association a voulu profiter de ce sommet pour rappeler l’impact du changement climatique sur la santé humaine. Selon le Dr Souvet, « Le réchauffement climatique n’est pas une fatalité. Une prise de conscience et de gros efforts seront nécessaires pour retrouver une planète en bonne santé ».

### Problématiques émergentes
L'ASEF s'est impliquée dans des projets pour la protection de l'écosystème. En 2015, elle a réalisé une exposition photo intitulée « Révélation aquatique : un plongeon pour comprendre ». Elle met en scène, sous l’eau, une dizaine d’objets du quotidien. Lors d’une interview au magazine FémininBio, Ludivine Ferrer, directrice de l’association, souligne « Cette exposition est pour nous un moyen original d’attirer l’attention sur les polluants cachés dans nos produits du quotidien » .

## Financement
Le financement des actions de l'ASEF se fait par plusieurs moyens : l'adhésion, les dons et le mécénat.  